# 李文博
李 文博（り ぶんはく、生没年不詳）は、中国の隋の文人。本貫は博陵郡。

## 経歴
隋の開皇年間、羽騎尉となり、吏部侍郎の薛道衡に見出されて、その下で検書史をつとめた。後に秘書内省に宿直し、古籍の校勘にあたった。清貧な生活を守り、晏子にたとえられた。しばらくして校書郎に転じ、後に県丞として出向して不遇をかこった。薛道衡が司隸大夫となり、東都の尚書省で文博に出会うと、文博の零落をあわれみ、従事として任用するよう上奏した。文博の人物と文才は李綱・房玄齢・虞世基といった人々にも評価された。隋末の乱のために消息不明となり、晩年のことは知られていない。
著に『治道集』10巻があった。

## 伝記資料
- 『隋書』巻58 列伝第23
- 『北史』巻83 列伝第71